# Ilorienito
Ilorienito è una circoscrizione rurale (rural ward) della Tanzania situata nel distretto di Longido, regione di Arusha. Conta una popolazione di 5 571 abitanti (censimento 2012).